# 천관위
천관위(陳冠宇, 1990년 10월 29일 ~ )은 대만의 프로 야구 선수이자, 현재 라쿠텐 몽키스의 투수이다.

## 상세 정보

### 출신 학교
- 국립체육대학교

### 선수 경력
프로팀 경력
- 요코하마 베이스타스·요코하마 DeNA 베이스타스 (2011년 ~ 2014년)
- 지바 롯데 마린스 (2015년 ~ 2020년)
- 라쿠텐 몽키스 (2021년 ~)

국가 대표 경력
- 2010년 아시안 게임 타이완 국가대표팀 (2010년)
- 2014년 아시안 게임 타이완 국가대표팀 (2014년)

### 개인 기록

#### 첫 기록
- 첫 출장 : 2014년 7월 16일, 대 히로시마 도요 카프 15차전(MAZDA Zoom-Zoom 스타디움 히로시마)에 선발 등판. 2.1이닝 4실점 (3자책) 기록.
- 첫 삼진 : 2014년 7월 16일 히로시마 도요 카프전 1회말에 마루 요시히로를 헛스윙 삼진.
- 첫 승리・첫 선발 승리：2015년 6월 10일、대 주니치 드래건스 2회전(QVC 마린 필드)、6이닝 1실점.

### 등번호
- '53' (2011년)
- '118' (2012년 ~ 2014년 7월 10일)
- '59' (2014년 7월 11일 ~ 시즌 종료)
- '49' (2015년 ~ 2020년）
- '12' (2021년 ~2023년)
- '17' (2024년 ~)